# Ottava di Sant'Egidio
L'Ottava di Sant'Egidio è una festa di antica tradizione che si svolge ad Orte, in provincia di Viterbo nel Lazio.

## Descrizione
È una festa di antica tradizione, resa solenne da Papa Bonifacio IX nel 1396 con la concessione delle stesse indulgenze della Porziuncola di Assisi, viene menzionata anche negli antichi statuti comunali. Essa si svolge tutti gli anni, dal 31 agosto, vigilia della festa patronale, fino alla seconda domenica del mese di settembre.
La festa non si era più svolta per moltissimi anni, ma venne poi ripristinata nel 1971 da alcuni ragazzi che avevano già fondato qualche anno prima gruppi di arcieri e sbandieratori.
Tutta la festa è accompagnata da continui eventi folkloristici e religiosi e le vie del paese sono colorate dei colori delle 7 contrade e sono animate da botteghe artigiane e da scene di vita quotidiana medievale.
Le contrade, fin dai tempi degli antichi festeggiamenti dell'Ottava sono:
1. Contrada San Gregorio
2. Contrada Porcini
3. Contrada Sant'Angelo
4. Contrada San Giovenale
5. Contrada Olivola
6. Contrada San Biagio
7. Contrada San Sebastiano

Ogni contrada possiede una taverna medievale gestita direttamente dai contradaioli, dove si possono gustare piatti tipici preparati dalle donne di contrada e vini tipici della zona.
Le contrade si sfidano in diverse gare: la gara di cucina (in cui ogni taverna presenta un piatto e il migliore viene premiato con una forchetta d'argento), la diffida a suon di tamburo (nella quale gli storici tamburini di ogni contrada si sfidano nel suonare per cercare di aggiudicarsi le bacchette d'argento) e infine, la più importante, il palio degli arcieri.
Questa gara si svolge durante la seconda domenica di settembre, ultimo giorno dell'ottava, dopo la sfilata del corteo storico per le vie del paese.
Prima dell'inizio dell'evento il priore di ogni contrada dona ai suoi arcieri (3 per contrada) le frecce e dà loro il buon augurio; dopo questa cerimonia il podestà del paese dà inizio alla gara.
Ogni arciere (che ha a disposizione 5 frecce a ogni turno) deve centrare un anello, posto a notevole distanza, che, man mano che la gara procede, diventa sempre più stretto. Infatti, si inizia con un anello con diametro di 40 centimetri, poi si procede con uno da 30 cm, con uno da 20 cm e infine con un anello da 10 centimetri di diametro.
Con gli anelli da 40 da 30 e da 20 cm di diametro l'arciere deve centrare almeno una volta il bersaglio per qualificarsi, mentre con l'anello da 10 cm, in cui viene contato il numero di centri di ogni arciere, occorre fare almeno il numero di centri dell'arciere che è in testa per qualificarsi allo spareggio, altrimenti si viene eliminati. Se invece un arciere effettua un numero di centri maggiore dell'arciere che è in testa quest'ultimo viene a sua volta eliminato. Vince l'arciere che effettua il maggior numero di centri. Se due o più arcieri si ritrovano alla fine con lo stesso numero di centri si effettua lo spareggio, in cui i centri effettuati in precedenza non contano più. L'arciere vincitore viene premiato con un anello d'argento da 10 cm di diametro che poi viene fissato sul gonfalone della contrada.
La partecipazione alla festa è molto sentita, essa è organizzata dall'Ente Ottava Medievale di Orte promossa dall'associazione pro loco.

## Albo d'Oro
- 2024 S. Angelo
- 2023 S. Giovenale

- 2022 S. Giovenale

- 2021 S. Sebastiano

- 2020 Palio non assegnato
- 2019 S. Biagio
- 2018 S. Angelo
- 2017 S. Sebastiano
- 2016 S. Angelo
- 2015 Olivola
- 2014 S. Angelo
- 2013 S. Biagio
- 2012 S. Angelo
- 2011 Olivola
- 2010 Porcini
- 2009 Porcini
- 2008 S. Biagio
- 2007 S. Biagio
- 2006 S. Giovenale
- 2005 S. Sebastiano
- 2004 S. Sebastiano
- 2003 Porcini
- 2002 S. Angelo
- 2001 Porcini
- 2000 Porcini
- 1999 S. Sebastiano
- 1998 Olivola
- 1997 S. Gregorio
- 1996 Porcini
- 1995 Olivola
- 1994 Olivola
- 1993 S. Biagio
- 1992 S. Angelo
- 1991 S. Angelo
- 1990 S. Biagio
- 1989 Porcini
- 1988 S. Angelo
- 1987 S. Biagio
- 1986 S. Sebastiano
- 1985 S. Angelo
- 1984 Porcini
- 1983 S. Angelo
- 1982 S. Angelo
- 1981 S. Biagio
- 1980 S. Giovenale
- 1979 S. Biagio
- 1978 S. Giovenale
- 1977 S. Biagio
- 1976 S. Angelo
- 1975 S. Sebastiano